# Jessie Redmon Fauset

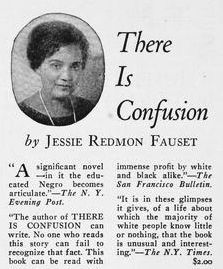
Anzeige für Fausets ersten Roman

Jessie Redmon Fauset (* 27. April 1882 in Camden County, New Jersey; † 30. April 1961 in Philadelphia, Pennsylvania) war eine US-amerikanische Schriftstellerin und Publizistin.

## Leben
Fauset wurde als siebtes Kind eines afroamerikanischen Methodistenpfarrers geboren. Sie wuchs in einfachen Verhältnissen, aber in einer kultivierten Familie auf, ging in Philadelphia zur Schule und machte dort 1900 ihrem High-School-Abschluss an einer Mädchenschule, wahrscheinlich als einzige schwarze Schülerin. Sie studierte daraufhin an der Cornell University, an der sie 1905 ihren ersten Abschluss machte. Zurück in Philadelphia fand sie keine Anstellung an den rassengetrennten Schulen. Sie verbrachte ein Jahr als Lehrerin in Baltimore und ging 1906 nach Washington, D.C., wo sie an der M Street High School, später in Dunbar High School umbenannt, 14 Jahre lang französisch unterrichtete. 1918 und 1919 machte sie ihren MA-Abschluss an der University of Pennsylvania und begann, mit William Edward Burghardt Du Bois und der von ihm herausgegebenen Zeitschrift The Crisis zusammenzuarbeiten. 1919 zog sie nach New York City und arbeitete fortan als Literaturredakteurin der Zeitschrift. In dieser Position förderte sie viele junge Autoren der Harlem Renaissance wie  Claude McKay, Jean Toomer, Nella Larsen, Georgia Douglas Johnson, Countee Cullen, George Schuyler sowie Arna Bontemps, Anne Spencer und Langston Hughes, aber auch weiße Autorinnen, die sich mit Rassen- oder Geschlechterfragen auseinandersetzten, und gab ihnen eine Möglichkeit zu Veröffentlichung. Ihre vier Romane erschienen in den folgenden zwölf Jahren, ihrer schriftstellerisch produktivsten Zeit. Außerdem war sie Herausgeberin und hauptsächliche Autorin einer Zeitschrift für schwarze Kinder, dem Brownie's Book. Diese wurde aber nach 24 Monatsausgaben (Januar 1920 bis Dezember 1921) wieder eingestellt. 1921 nahm Fauset am zweiten Pan-Afrikanischen Kongress teil. 1925/26 reiste sie durch Frankreich und Algerien, danach verließ sie die Crisis. 1929 heiratete sie Herbert Harris und lebte mit ihm und ihrer Schwester Helen Fauset Lanning in Harlem. In den 1940er Jahren, nach dem Tod der Schwester, zog das Paar nach Montclair, New Jersey, wo Fauset bis zum Tod ihres Mannes 1958 lebte. In dieser Zeit war sie nicht mehr literarisch tätig. Sie zog zu ihren Stiefbruder Earl Huff nach Philadelphia, wo sie 1961 infolge von Arteriosklerose an einer Herzerkrankung starb.

## Werk
Fauset schrieb selbst Gedichte und übersetzte Gedichte haitianischer Autoren. Sie veröffentlichte sie in der Crisis; einige davon wurden später mehrfach in Anthologien aufgenommen. In ihren Kurzgeschichten werden Figuren und Themen angesprochen, die sie später in ihren Romanen detaillierter behandelte. Außerdem schrieb sie viele Artikel, Rezensionen, Reportagen und andere nichtfiktionale Texte, die ein vielseitiges Wissen und Interesse der Autorin erkennen lassen. Literarisch bleibenden Erfolg erlangte sie jedoch in erster Linie durch ihre Romane. In diesen thematisiert sie das Streben nach offenen, ehrlichen menschlichen Beziehungen über einengende Klassen-, Rassen- und Geschlechtergrenzen hinweg; nur durch diese erreichen ihre Figuren Glück und Erfüllung. Ihre Romane sind einerseits thematisch und stofflich vielfältig und kreativ, zeigen andererseits aber sprachliche und formale Schwächen.

### There is Confusion
Fausets ersten Roman von 1924 schrieb sie auch, um zu zeigen, dass die Schwarzen selbst am besten über das Leben der Schwarzen schreiben könnten. Erzählt werden die Geschichten zweier schwarzer Familien der Mittelklasse, die durch eine Heirat miteinander verbunden werden. In die Lebensgeschichte der Protagonisten, also des Brautpaares, werden die Geschichten von Freunden und Vorfahren der beiden eingeflochten. Fauset beschreibt die eingeschränkten Berufsperspektiven von schwarzen Frauen und diskutiert Alternativen zu den bestehenden sozialen Normen. Neben den Diskriminierungen, unter denen die Schwarzen litten, ist ein weiteres Hauptthema des Romans das Gefühl der Würde und Überlegenheit, das durch das Überleben dieses Leidens entsteht. Die Schwäche des Romans liegt allerdings in der formalen Uneinheitlichkeit und Unübersichtlichkeit, die auch durch die Vielzahl an eingeführten, aber nicht zu komplexen Charakteren entwickelten Figuren entsteht.

### Plum Bun
In Fausets zweitem Roman von 1929 konzentriert sie sich auf eine Hauptfigur, aus deren Sicht die Handlung erzählt wird. Es handelt sich um eine Art Bildungsroman über Angela Murray, eine junge Mulattin. Nicht die Diskriminierung selbst ist also hier das Thema, sondern die Art, wie die Schwarzen damit umgehen. Die aus Philadelphia stammende Angela hat eine Schwester, Virginia, die dunkelhäutiger ist als sie. Nach dem Tod der Eltern beschließt sie, nach New York zu gehen und sich als Weiße auszugeben, was ihr aufgrund ihrer relativ hellen Haut gelingt. Sie beginnt eine Beziehung mit Roger Fielding, einem reichen Weißen. Jahre später als anerkannte Künstlerin, reist sie nach Frankreich, wo sie sich als Schwarze zu erkennen gibt und ihrer einzigen großen Liebe, dem armen Schwarzen Anthony Cross wieder begegnet. Fauset ironisiert das typische Erzählmuster von Märchen und Liebesromanzen: Die junge Angela hat romantisierte, falsche Vorstellungen von den Weißen und sucht ihr Glück in einer "guten Partie". Daher sieht sie Fielding als eine Art "rettenden Prinz" an; dieser entpuppt sich aber als der falsche Mann für Angela.

### The Chinaberry Tree. A novel of American Life
In diesem Roman von 1931 entwickelt Fauset eine komplizierte Beziehungsgeschichte, in der Affären und gemischtrassige Beziehungen eine Rolle spielen. An den Figuren zeigt sie den unterschiedlichen Umgang der Menschen mit sozialen Normen: Während manche diese annehmen und sich um Normalität und Respekt der Mitmenschen bemühen, halten andere die emotionalen Beziehungen zwischen den Menschen über Klassen- und Rassengrenzen aufrecht. Der Roman wird wegen mancher Unstimmigkeiten in der Handlung als qualitativer Rückschritt gegenüber Plum Bun angesehen.

### Comedy, American Style
Fausets letzter Roman erschien 1933. Hauptfigur ist Olivia Cary, eine Schwarze, die ihre eigene Rasse hasst und unter allen Umständen weiß sein bzw. als weiß gelten möchte. Sie hat einen Mann und zwei Kinder, die alle drei unter ihrer "Color Mania" leiden. Als sie ein drittes Kind erwartet, projiziert sie ihre Sehnsüchte auf dieses Kind und benennt den Jungen nach sich, also Oliver. Drei Personen werden von ihrem Wahn zerstört: Oliver begeht früh Selbstmord, die Tochter Teresa wird zu einer Heirat mit einem ungeliebten Mann gezwungen, und Olivia selbst stirbt einsam und verbittert. Nur ihr Mann Christopher und der ältere Sohn Christopher jr. erholen sich von dem emotionalen Schaden, den Olivia angerichtet hat. Ein Gegenmodell zu Olivias Umgang mit ihrer Rassenidentität entwirft Fauset mit der Figur der Phebe. Sie steht zu ihrer Herkunft und verweigert sich einer Hochzeit mit einem Weißen. Sie heiratet später aus freiem Entschluss Christopher jr. An ihr wird gezeigt, dass es zwar keinen einfachen Umgang mit der eigenen Rassenidentität gibt, diese aber trotzdem angenommen werden kann und muss.

## Rezeption
Jessie Redmon Fauset wurde in die Anthologie Daughters of Africa aufgenommen, die 1992 von Margaret Busby in London und New York herausgegeben wurde.

## Deutsche Lyrik-Übertragung
- Hanna Meuter: Amerika singe auch ich. Dichtungen amerikanischer Neger. Zweisprachig. Hg. und Übers. zus. mit Paul Therstappen. Wolfgang Jess, Dresden 1932. Mit Kurzbiographien. Reihe: Der neue Neger. Die Stimme des erwachenden Afro-Amerika. Band 1; Neuausgabe ebd. 1959. S. 52–53 (Gedichte "We wear the mask" & "Life") sowie Einleitung, passim

## Quelle
- Carolyn Wedin Sylvander: Jessie Redmon Fauset. In: Dictionary of Literary Biography, Bd. 51. Farminton Hills: Thomson Gale 1986 S. 76–86.